# 샬마네세르 1세

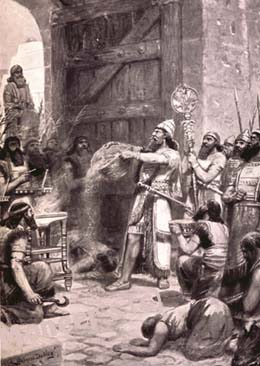
샬만에세르 1세, 정복 도시의 재(ash)를 사원앞에 뿌리시다.

살만에세르 1세(Shalmaneser I, Shulmanu-asharedu;, 재위 기원전 1274년 ~ 기원전 1245년 또는 기원전 1263년 ~ 기원전 1233년)는 아시리아의 왕이다.

## 생애
아다드-니라리 1세의 아들인 그는 기원전 1263년에 그의 아버지를 계승하였다. 그는 북 메소포타미아에서 아라마이안에 대하여 일련의 원정을 수행하였고 킬리키아의 일부를 아시리아 제국에 병합하였으며 카파도키아의 경계에 아시리아 식민지를 설치하였다.
아수르에서 발견된 그의 연대기에 따르면 첫해에 그는 북서쪽의 8개국을 정복하였고 아린누의 요새를 파괴하였는데 그것의 먼지를 아수르에 가져왔다.
두 번째 해에는 미탄니(하닐칼바트)의 왕 사투아라와 그의 히타이트 그리고 알라무 연합군을 격파하였다. 그는 미탄니 제국의 나머지를 아시리아의 주중의 하나로 편입시켰다. 샬만에세르 1세는 역시 14,400명의 적 포로를 애꾸로 만들었다고 주장하였다. 그는 패한 적을 단순히 도살하기보다는 여러 곳에 분산 배치한 최초의 아시리아 왕 중의 하나였다.
그는 타이두에서 이리두까지 카실아르 산 모두에서 엘루하트 그리고 수두 요새까지 유프라테스 강의 하라누에서 카르케미시까지 전체 나라를 정복하였다.
그는 아수르와 니네베에 왕궁을 건설하고 아수르에 세계 사원을 복원하였고 님루드의 도시를 설립하였다. 그는 그의 아들 투쿨티-닌우르타 1세에 의해 계승되었다.
1년 임기의 림무 사무관 : 슐마누-아샤리두의 등극의 해와 함께 시작한 1년 임기의 림무 사무관 목록 최초의 림무들은 정확한 순서는 추정이지만 세리야 에서부터 그 다음으로의 순서는 본질적으로 고정되어 있다.

## 같이 보기
- 님로드
- 니누스